# Холин-Гол
Холин-Гол (кит. упр. 霍林郭勒, пиньинь Huòlínguōlè) — городской уезд городского округа Тунляо автономного района Внутренняя Монголия (КНР). Уезд назван в честь протекающей здесь реки Хорен-Гол.

## История
Ранее эти земли входили в состав хошуна Джаруд-Ци. В 1975 году здесь началась добыча каменного угля. Постановлением Госсовета КНР от 9 ноября 1985 года в этих местах образован отдельный городской уезд Холин-Гол, подчинённый непосредственно правительству аймака Джирим (в 1999 году преобразованного в городской округ Тунляо).

## Административное деление
Городской уезд Холин-Гол делится на 5 уличных комитетов.